# Militärmarsch (Schubert)
Der „Militärmarsch“ von Franz Schubert (1797–1828) ist der erste der drei Märsche der Trois marches militaires (Drei Militärmärsche), drei Kompositionen für Klavier zu vier Händen, die in der Werkverzeichnis-Zählung des Deutsch-Verzeichnisses die Nummer D. 733 tragen.
Die drei Märsche mit der Opuszahl 51 wurden (den Angaben der DNB zufolge) ca. 1818 erstellt und erschienen 1826. Zum Zeitraum der Komposition daran gibt es jedoch unterschiedliche Auffassungen. Der erste der drei Märsche ist weitaus berühmter als die anderen. Es ist eine von Schuberts berühmtesten Kompositionen und wird oft einfach als „Schuberts Militärmarsch“ bezeichnet.	
Der erste Marsch ist in D-dur (mit dem Trio in G-Dur), er hat die Tempobezeichnung Allegro vivace. Es gibt zahlreiche Einspielungen des Werkes, darunter von berühmten Klavierduos.
Carl Tausig (1841–1871) hat den Marsch für Klavier solo bearbeitet (Militär-Marsch: Für das Pianoforte zum Concertvortrag übertragen von Carl Tausig), eine Fassung, die von vielen Pianisten aufgegriffen wurde, darunter die berühmte Interpretation von Vladimir Horowitz.
Franz Liszt (1811–1886) paraphrasierte diesen Marsch für Soloklavier in der Grand Paraphrase de Concerto, S. 426a.
Gegen Ende von Igor Strawinskis Zirkuspolka (für einen jungen Elefanten) erklingt
ein satirisch eingesetztes Zitat aus Schuberts Militärmarsch.
Der Marsch wurde z. B. von Leopold Weninger (1879–1940) für Orchester arrangiert und ist in Bearbeitungen auch in vielen verschiedenen anderen Fassungen bekannt.